# Ruși
Rușii (în limba rusă русские – russkie) sunt un grup etnic al slavilor răsăriteni, locuind în principal în Rusia, dar și în alte țări, în special în cele învecinate.
Termenul de ruși se folosește și pentru a defini cetățenii Rusiei, indiferent de etnia lor (vezi Demografia în Rusia pentru informații despre alte naționalități trăitoare în Rusia). În acest caz, echivalentul în limba rusă ar fi pоссиянин (rossiyanin). În conformitate cu rezultatele recensământului din 2002, etnicii ruși formează aproximativ 80 % din populația Rusiei.  Arhivat în 9 mai 2007, la Wayback Machine..

## Populația

Tinere țărănci rusoaice în fața unei case tradiționale din lemn, într-un sat pe râul Șeksna, în apropierea orașului Kirillov.

Rușii sunt al doilea numeros grup etnic din Europa (după germani) și unul dintre cele mai numeroase din lume, însumând o populație de aproximativ 137 de milioane de oameni pe tot globul. Cam 116 milioane trăiesc în Rusia și cam 18 milioane trăiesc în țările învecinate. Un număr important de ruși, aproximativ 3 milioane de oameni, trăiesc în alte țări, în special în America de Nord și Europa Occidentală, dar și în Europa Răsăriteană, Asia etc.

## Religia
Creștinismul Ortodox este credința dominantă în rândurile rușilor. Mai corect spus, marea majoritate a rușilor se supun autorității Bisericii Ortodoxe Ruse, care a jucat un rol important în dezvoltarea identității naționale rusești. În celelalte țări în care trăiesc, rușii aparțin congregațiilor locale ortodoxe care au legături cu Biserica Ortodoxă Rusă, care ori sunt sub ascultarea Patriarhului Moscovei, precum Biserica Ortodoxă Ucraineană autonomă, ori aparțin bisericilor istorice, ca în cazul Bisericii Ortodoxe din America, sau al Bisericii Ortodoxe Ruse din afara Rusiei.
Chiar și rușii nereligioși se autoasociază cu credința ortodoxă din motive culturale. Unii dintre ruși sunt credincioși de rit vechi – un grup relativ restrâns schismatic al ortodoxiei rusești, care respinge reformele liturgice introduse în secolul al XVII-lea.
În ciuda creșterii continuie a respectului față de religie în comparație cu vremurile sovietice, prezența la slujbe este destul de redusă.
Alte religii au o prezență neglijabilă printre etnicii ruși.
Vezi de asemenea Categorie:Religia în Rusia.

## Rușii din afara granițelor naționale
Cei mai mulți ruși din afara granițelor naționale trăiesc în fostele republici sovietice: Ucraina – circa 8 milioane, Kazahstan – circa 4 milioane, Belarus – circa 1 milion, Uzbekistan – circa 700.000, Letonia – circa 700.000, Kîrgîzstan – circa 600.000. Mai există mici comunități rusești în Balcani, țările Est și central europene, ca și în China și America.
Guvernele și marea majoritate a opiniei publice din Estonia și Letonia, care au cei mai mulți cetățeni de origine rusă din statele baltice, consideră că cei mai mulți etnici ruși au sosit în aceste țări în timpului proceselor de colonizare sovietică și de rusificare forțată prin schimbarea compoziției etnice a regiunii și de aceea ar trebui să reîntoarcă în țările de origine. Cei mai mulți ruși care au sosit în țările baltice au sosit aici din motive strict economice sau chiar li s-a ordonat să facă această mutare.
Oamenilor care au sosit în Letonia și Estonia în perioada sovietică, cei mai mulți dintre ei fiind ruși, li s-a oferit opțiunea să ceară naturalizarea și cetățenia țărilor de domiciliu, ceea ce presupune trecerea unui test de limbă oficială, de istorie și de obiceiuri naționale locale. Problema limbii este una extrem de delicată, în special în Letonia, unde rușii au protestat împotriva dorinței autorităților de a-i forța să accepte învățământul exclusiv în limba letonă în locul limbii ruse. Din 1992, în Estonia au fost naturalizați aproximativ 137.000 de cetățeni, cei mai mulți etnici ruși. Aproximativ 136.000 de oameni, (10% din populația totală), nu au primit cetățenia estonă.
Deși nu se numără printre cele mai numeroase grupuri de emigranți, un număr destul de mare de ruși au ales să trăiască în Canada, Australia și Statele Unite ale Americii. De asemenea, un mare număr de ruși din fostele republici sovietice au emigrat în Rusia după prăbușirea Uniunii Sovietice. Mulți dintre ei sunt refugiați din țările din Asia Centrală și Caucaz, fiind nevoiți să fugă datorită instabilității politice cât și datorită sentimentelor antirusești ale populațiilor băștinașe.
Deși acceptă nevoia de reparare a nedreptăților din perioada sovietică, atât Uniunea Europeană, Consiliul Europei cât și guvernul Rusiei și-au exprimat preocuparea pentru drepturile minorităților în anumite state ex-sovietice, în special în Letonia. În Republica Moldova, regiunea dominată de slavi, (ruși și ucraineni), cunoscută sub numele de Transnistria, s-a proclamat republică independentă datorită temerilor că fosta republică sovietică se va reuni cu România.

### Rușii din China
Rușii (俄罗斯族) se numără printre cele 56 de grupuri etnice recunoscute oficial în Republica Populară Chineză. Sunt aproximativ 15.600 de ruși trăind în principal în nordul provinciei Xinjiang, în Mongolia Interioară și în Heilongjiang.